# 利托韋爾

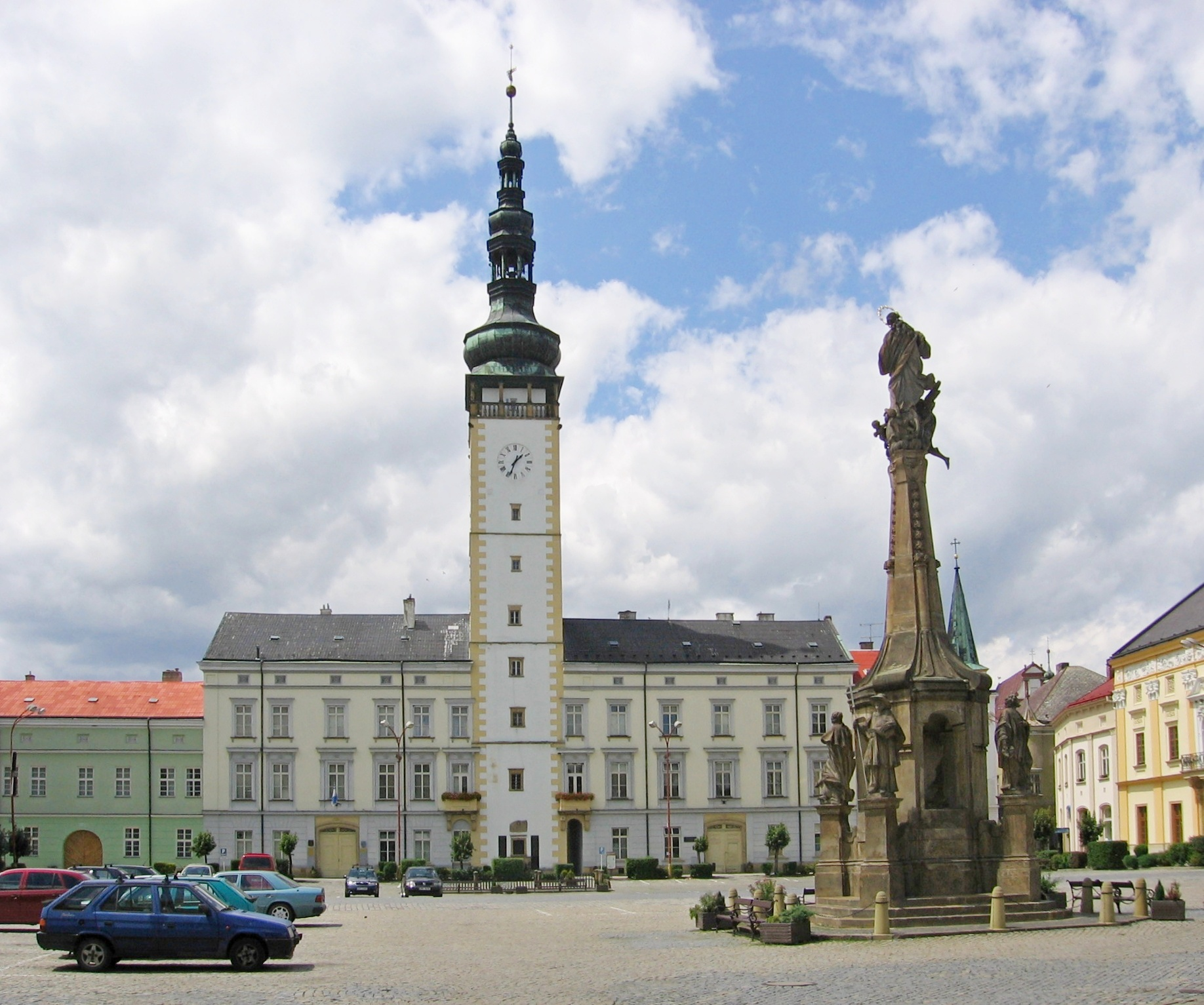

利托韋爾是捷克的城鎮，位於該國東部摩拉瓦河畔，距離奧洛穆茨18公里，由奧洛穆茨州負責管轄，面積46.39平方公里，海拔高度233米，2006年人口達到10,094。

## 外部連結
- Municipal website (cz, en)
- Folklore group Hanačka from Litovel（页面存档备份，存于）